# Concursul Muzical Eurovision Junior
Concursul Muzical Eurovision Junior (deseori cunoscut doar ca Eurovision Junior sau JESC) este o competiție internațională muzicală organizat anual de către Uniunea Europeană de Radio și Televiziune (UERT) din 2003. Se desfășoară în fiecare an într-un diferit oraș european, deși același oraș poate găzdui competiția de mai multe ori.
Competiția are multe asemănări cu Concursul Muzical Eurovision, de unde își și trage numele. Fiecare țară participantă trimite un reprezentant, vârsta căruia trebuie să fie cuprinsă între 9 și 14 ani, împreună cu o melodie originală, a cărei durată nu poate depăși 3 minute. Spectatorii din țările participante pot vota pentru performanța lor preferată, prin televot sau prin vot online. De asemenea, fiecare țară numește un juriu, format din 5 persoane, care să jurizeze piesele. Câștigătorul este cel care are numărul cel mai mare de puncte, primite atât de la jurați cât și de la votul publicului. Cea mai recentă câștigătoare a concursului este Valentina din Franța, care a câștigat ediția din 2020, desfășurată la Varșovia, cu piesa ei „J'imagine”.
Pe lângă țările participante, ediția din 2003 a fost difuzată și în Estonia, Finlanda și Germania (țară care a debutat de abia în 2020), urmați de Andorra în 2006, și Bosnia și Herțegovina, din 2006 până în 2011, țări ce nu au participat vreodată. Începând cu 2006, competiția a fost difuzată în direct pe Internet, prin intermediul site-ului concursului. Australia a fost invitată să participe din 2015, iar Kazahstan din 2018, fâcănd competiția singurul eveniment major Eurovision care să includă multipli membri asociați ai UERT.

## Istoric

### Țări gazdă[5]
9 țări au organizat până în 2021 (inclusiv) Concursul Muzical Eurovision Junior, Olanda, Ucraina, Belarus, Malta și Polonia fiind gazdele a câte 2 ediții fiecare. Prima ediție a avut loc la Copenhaga, în Danemarca, participând 16 țări printre care și România.
| An   | Oraș        | Sală                             | Data finalei      | Slogan                  | Număr de cântece |
| ---- | ----------- | -------------------------------- | ----------------- | ----------------------- | ---------------- |
| 2003 | Copenhaga   | Arena Forum Copenhagen           | 15 noiembrie 2003 |                         | 16               |
| 2004 | Lillehammer | Centrul sportiv Håkons Hall      | 20 noiembrie 2004 |                         | 18               |
| 2005 | Hasselt     | Arena Ethias                     | 26 noiembrie 2005 | "Let's get loud"        | 16               |
| 2006 | București   | Sala Polivalentă                 | 2 decembrie 2006  | "Let the music play"    | 15               |
| 2007 | Rotterdam   | Ahoy Rotterdam                   | 8 decembrie 2007  | "Make a big splash"     | 17               |
| 2008 | Limassol    | Centrul Atletic Spyros Kyprianou | 22 noiembrie 2008 | "Fun in the sun"        | 15               |
| 2009 | Kiev        | Palatul Sporturilor din Kiev     | 21 noiembrie 2009 | "For the joy of people" | 13               |
| 2010 | Minsk       | Minsk-Arena                      | 20 noiembrie 2010 | "Feel the magic!"       | 14               |
| 2011 | Yerevan     | Complexul Karen Demirchyan       | 3 decembrie 2011  | "Reach for the top"     | 13               |
| 2012 | Amsterdam   | Heineken Music Hall              | 1 decembrie 2012  | "Break the ice"         | 12               |
| 2013 | Kiev        | Palatul "Ucraina"                | 30 noiembrie 2013 | "Be creative"           | 12               |
| 2014 | Malta       | Malta Shipbuilding               | 15 noiembrie 2014 | "#Together"             | 16               |
| 2015 | Sofia       | Arena Armeets                    | 21 noiembrie 2015 | "#Discover"             | 17               |
| 2016 | Valletta    | Mediterranean Conference Centre  | 20 noiembrie 2016 | "Embrace"               | 17               |
| 2017 | Tbilisi     | Olympic Palace                   | 26 noiembrie 2017 | "Shine Bright"          | 16               |
| 2018 | Minsk       | Minsk-Arena                      | 25 noiembrie 2018 | "Light Up"              | 20               |
| 2019 | Gliwice     | Arena Gliwice                    | 24 noiembrie 2019 | "Share the Joy"         | 19               |
| 2020 | Varșovia    | Sediul Telewizja Polska          | 29 noiembrie 2020 | "#MoveTheWorld"         | 12               |
| 2021 | Paris       | La Seine Musicale                | 19 decembrie 2021 | "Imagine"               | 19               |
| 2022 | Erevan      | Complexul Karen Demirchyan       | 11 decembrie 2022 | "Spin the Magic"        | 16               |
| 2023 | Nisa        | Palatul Nikaia                   | 26 noiembrie 2023 | "Heroes"                | 16               |
| 2024 | Madrid      | Caja Mágica                      | 16 noiembrie 2024 | "Let's Bloom"           | 17               |

### Țări participante

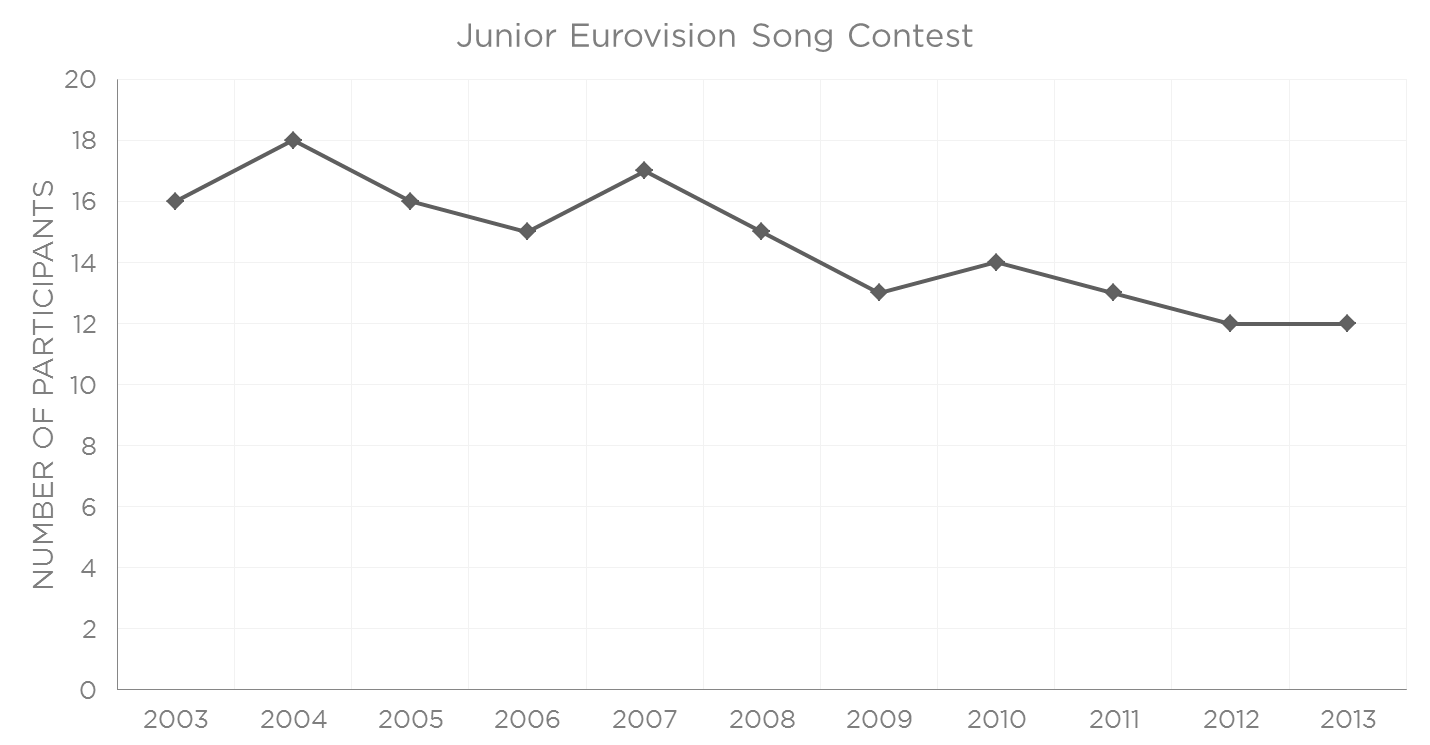
Numarul tarilor participante la Concursul Muzical Eurovision Junior din 2003 pana in 2013.

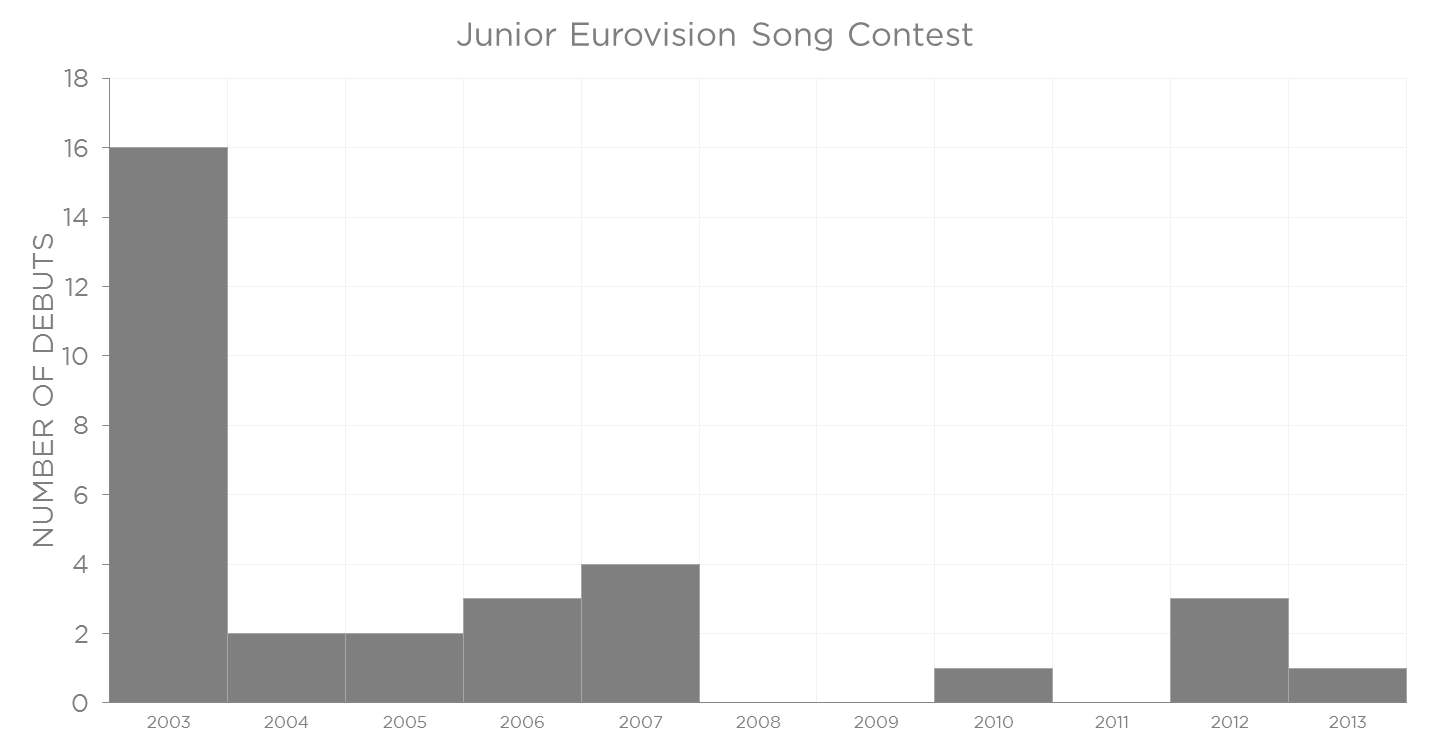
Numarul tarilor care au debutat la Concursul Muzical Eurovision Junior in fiecare an, din 2003 pana in 2013

Țările participante din 2003:
Au participat cel puțin o dată
Nu au participat niciodată, chiar dacă sunt eligibile

### Țări participante[7]
Au participat cel puțin o dată
     Nu au participat niciodată, chiar dacă sunt eligibile
| An   | Țări care și-au făcut debutul |  |
| ---- | --- |  |
| 2003 | Belarus, Belgia, Cipru, Croația, Danemarca, Grecia, Letonia, Malta, Norvegia, Polonia, Regatul Unit, Rep. Macedonia, România, Spania, Suedia, Țările de Jos |  |
| 2004 | Elveția, Franța |  |
| 2005 | Rusia, Serbia și Muntenegru |  |
| 2006 | Portugalia, Serbia, Ucraina |  |
| 2007 | Armenia, Bulgaria, Georgia, Lituania |  |
| 2010 | Rep. Moldova |  |
| 2012 | Albania, Azerbaidjan, Israel |  |
| 2013 | San Marino |  |
| 2014 | Italia, Muntenegru, Slovenia |  |
| 2015 | Australia, Irlanda |  |
| 2018 | Kazahstan, Țara Galilor |  |
| 2020 | Germania |  |
| 2023 | Estonia |  |

| Țară                 | Prima participare | Ultima participare | Număr de participări | Număr de ediții câștigate |
| -------------------- | ----------------- | ------------------ | -------------------- | ------------------------- |
| Albania              | 2012              | 2024               | 10                   | 0                         |
| Armenia              | 2007              | 2024               | 17                   | 2                         |
| Australia            | 2015              | 2019               | 5                    | 0                         |
| Azerbaidjan          | 2012              | 2021               | 4                    | 0                         |
| Belarus              | 2003              | 2020               | 18                   | 2                         |
| Belgia               | 2003              | 2012               | 10                   | 0                         |
| Bulgaria             | 2007              | 2021               | 7                    | 0                         |
| Croația              | 2003              | 2014               | 5                    | 1                         |
| Cipru                | 2003              | 2024               | 10                   | 0                         |
| Danemarca            | 2003              | 2005               | 3                    | 0                         |
| Elveția              | 2004              | 2004               | 1                    | 0                         |
| Estonia              | 2023              | 2024               | 2                    | 0                         |
| Franța               | 2004              | 2024               | 8                    | 3                         |
| Georgia              | 2007              | 2024               | 18                   | 4                         |
| Germania             | 2020              | 2024               | 4                    | 0                         |
| Grecia               | 2003              | 2008               | 6                    | 0                         |
| Irlanda              | 2015              | 2024               | 9                    | 0                         |
| Israel               | 2012              | 2018               | 3                    | 0                         |
| Italia               | 2014              | 2024               | 10                   | 1                         |
| Kazahstan            | 2018              | 2022               | 5                    | 0                         |
| Letonia              | 2003              | 2011               | 5                    | 0                         |
| Lituania             | 2007              | 2011               | 4                    | 0                         |
| Republica Macedonia  | 2003              | 2024               | 19                   | 0                         |
| Malta                | 2003              | 2024               | 20                   | 2                         |
| Republica Moldova    | 2010              | 2013               | 4                    | 0                         |
| Muntenegru           | 2014              | 2015               | 2                    | 0                         |
| Norvegia             | 2003              | 2005               | 3                    | 0                         |
| Polonia              | 2003              | 2024               | 11                   | 2                         |
| Portugalia           | 2006              | 2024               | 9                    | 0                         |
| Regatul Unit         | 2003              | 2023               | 5                    | 0                         |
| România              | 2003              | 2009               | 7                    | 0                         |
| Rusia                | 2005              | 2021               | 17                   | 2                         |
| San Marino           | 2013              | 2024               | 4                    | 0                         |
| Serbia               | 2006              | 2022               | 14                   | 0                         |
| Serbia și Muntenegru | 2005              | 2005               | 1                    | 0                         |
| Slovenia             | 2014              | 2015               | 2                    | 0                         |
| Spania               | 2003              | 2024               | 10                   | 1                         |
| Suedia               | 2003              | 2014               | 11                   | 0                         |
| Țările de Jos        | 2003              | 2024               | 22                   | 1                         |
| Ucraina              | 2006              | 2024               | 19                   | 1                         |

Țările marcate cu gri au participat în trecut, dar s-au retras.
Țările enumerate mai jos sunt eligibile să participe la Eurovision Junior, dar nu și-au făcut încă debutul:
- Algeria
- Andorra
- Austria
- Bosnia și Herțegovina
- Egipt
- Finlanda
- Iordania
- Irlanda
- Islanda
- Liban
- Libia
- Luxemburg
- Maroc
- Monaco
- Republica Cehă
- Slovacia
- Tunisia
- Turcia
- Ungaria

### Câștigători[8]
| An   | Țara câștigătoare | Limbă               | Artist              | Cântec                      | Puncte | Diferență | 2ª poziție    | Data              | Locul                           | Oras gazdă  |
| ---- | ----------------- | ------------------- | ------------------- | --------------------------- | ------ | --------- | ------------- | ----------------- | ------------------------------- | ----------- |
| 2003 | Croația           | croată              | Dino Jelusić        | "Ti si moja prva ljubav"    | 134    | 9         | Spania        | 15 noiembrie 2003 | Forum Copenhagen                | Copenhaga   |
| 2004 | Spania            | spaniolă            | María Isabel        | "Antes muerta que sencilla" | 171    | 31        | Regatul Unit  | 20 noiembrie 2004 | Håkons Hall                     | Lillehammer |
| 2005 | Belarus           | rusă                | Ksenia Sitnik       | "My vmeste"                 | 149    | 3         | Spania        | 26 noiembrie 2005 | Arena Ethias                    | Hasselt     |
| 2006 | Rusia             | rusă                | Tolmachevy Sisters  | "Vesenniy Jazz"             | 154    | 25        | Belarus       | 2 decembrie 2006  | Sala Polivalentă                | București   |
| 2007 | Belarus           | rusă                | Alexey Zhigalkovich | "S druz'yami"               | 137    | 1         | Armenia       | 8 decembrie 2007  | Ahoy Rotterdam                  | Rotterdam   |
| 2008 | Georgia           | imaginară           | Bzikebi             | „Bzz..”                     | 154    | 19        | Ucraina       | 22 noiembrie 2008 | Spyros Kyprianou                | Limassol    |
| 2009 | Țările de Jos     | olandeză, engleză   | Ralf Mackenbach     | „Click Clack”               | 121    | 5         | Armenia Rusia | 21 noiembrie 2009 | Palatul Sporturilor             | Kiev        |
| 2010 | Armenia           | armeană             | Vladimir Arzumanyan | „Mama”                      | 120    | 1         | Rusia         | 20 noiembrie 2010 | Minsk-Arena                     | Minsk       |
| 2011 | Georgia           | georgiană, engleză  | CANDY               | „Candy Music”               | 108    | 5         | Țările de Jos | 3 decembrie 2011  | Complexul Karen Demirchyan      | Erevan      |
| 2012 | Ucraina           | ucraineană, engleză | Anastasiya Petryk   | „Nebo” (Небо)               | 138    | 35        | Georgia       | 1 decembrie 2012  | Heineken Music Hall             | Amsterdam   |
| 2013 | Malta             | engleză             | Gaia Cauchi         | „The start”                 | 130    | 9         | Ucraina       | 30 noiembrie 2013 | Palatul "Ucraina"               | Kiev        |
| 2014 | Italia            | italiană            | Vincenzo Cantiello  | „Tu primo grande amore”     | 159    | 12        | Bulgaria      | 15 noiembrie 2014 | Malta Shipbuilding              | Marsa       |
| 2015 | Malta             | engleză             | Destiny             | „Not My Soul”               | 185    | 9         | Armenia       | 21 noiembrie 2015 | Arena Armeets                   | Sofia       |
| 2016 | Georgia           | georgiană           | Mariam Mamadashvili | „Mzeo” (მზეო)               | 239    | 7         | Armenia       | 20 noiembrie 2016 | Mediterranean Conference Centre | Valletta    |
| 2017 | Rusia             | rusă, engleză       | Polina Bogusevici   | „Wings”                     | 188    | 3         | Georgia       | 26 noiembrie 2017 | Olympic Palace                  | Tbilisi     |
| 2018 | Polonia           | poloneză, engleză   | Roksana Węgiel      | „Anyone I Want To Be”       | 215    | 12        | Franța        | 25 noiembrie 2018 | Minsk-Arena                     | Minsk       |
| 2019 | Polonia           | poloneză, engleză   | Viki Gabor          | „Superhero”                 | 278    | 51        | Kazahstan     | 24 noiembrie 2019 | Arena Gliwice                   | Gliwice     |
| 2020 | Franța            | franceză            | Valentina           | „J'imagine”                 | 200    | 48        | Kazahstan     | 29 noiembrie 2020 | Sediul Telewizja Polska         | Varșovia    |
| 2021 | Armenia           | armeană, engleză    | Maléna              | „Qami Qami”                 | 224    | 6         | Polonia       | 19 decembrie 2021 | La Seine Musicale               | Paris       |
| 2022 | Franța            | franceză            | Lissandro           | „Oh, Maman!”                | 203    | 23        | Armenia       | 11 decembrie 2022 | Complexul Karen Demirchyan      | Erevan      |
| 2023 | Franța            | franceză            | Zoé Clauzure        | „Cœur”                      | 228    | 27        | Spania        | 26 noiembrie 2023 | Palatul Nikaia                  | Nisa        |
| 2024 | Georgia           | georgiană           | Andria Putkaradze   | „To My Mom”                 | 239    | 26        | Portugalia    | 16 noiembrie 2024 | Caja Mágica                     | Madrid      |